# 1000-km-Rennen von Brands Hatch 1987

Rennstrecke von Brands Hatch

Das 1000-km-Rennen von Brands Hatch 1987, auch Shell Gemini 1000 kms, Brands Hatch Grand Prix Circuit, fand am 26. Juli auf der Rennstrecke von Brands Hatch statt und war der siebte Wertungslauf der Sportwagen-Weltmeisterschaft dieses Jahres.

## Das Rennen
Das 1000-km-Rennen von Brands Hatch konnte mit einem ansehnlichen Starterfeld aufwarten. Obwohl die Werksmannschaft von Porsche vor dem 200-Meilen-Rennen von Nürnberg den Rückzug aus der Sportwagen-Weltmeisterschaft 1987 bekanntgab, waren fünf Porsche 962 am Start. Die schnellste Trainingszeit erzielte der Niederländer Jan Lammers im Jaguar XJR-8, der die 4,207 Kilometer lange Rennstrecke in 1.14,400 Minuten umrundete, was einem Rundenschnitt von 203,416 km/h entsprach.
Im Rennen konnten die Porsche das hohe Tempo der Werks-Jaguar nicht ganz mithalten. Mauro Baldi und Johnny Dumfries mussten sich im Liqui-Moly-962 dem schnellsten Jaguar von Raul Boesel und John Nielsen im Ziel um mehr als eine Minute geschlagen geben.

## Ergebnisse

### Schlussklassement
| 1               | C1 | 4   | Silk Cut Jaguar              | Raul Boesel John Nielsen                              | Jaguar XJR-8     | 238 |
| 2               | C1 | 15  | Liqui Moly Equipe            | Mauro Baldi Johnny Dumfries                           | Porsche 962C GTi | 238 |
| 3               | C1 | 5   | Silk Cut Jaguar              | Jan Lammers John Watson                               | Jaguar XJR-8     | 229 |
| 4               | C1 | 7   | Joest Racing                 | Hans-Joachim Stuck Derek Bell                         | Porsche 962C     | 228 |
| 5               | C1 | 2   | Brun Motorsport              | Jochen Mass Oscar Larrauri                            | Porsche 962C     | 228 |
| 6               | C1 | 10  | Porsche Kremer Racing        | Kris Nissen Volker Weidler                            | Porsche 962C     | 225 |
| 7               | C2 | 102 | Swiftair Ecurie Ecosse       | Ray Mallock David Leslie                              | Ecosse C286      | 221 |
| 8               | C2 | 111 | Spice Engineering            | Gordon Spice Fermín Vélez                             | Spice SE87C      | 220 |
| 9               | C1 | 1T  | Brun Motorsport              | Jesús Pareja Walter Brun                              | Porsche 962C     | 219 |
| 10              | C2 | 101 | Swiftair Ecurie Ecosse       | Marc Duez Mike Wilds                                  | Ecosse C286      | 219 |
| 11              | C2 | 117 | Team Lucky Strike Schanche   | Will Hoy Martin Schanche                              | Argo JM19B       | 213 |
| 12              | C2 | 106 | Kelmar Racing Team           | Ranieri Randaccio Maurizio Gellini Pasquale Barberio  | Tiga CG85        | 211 |
| 13              | C2 | 118 | Chamberlain Engineering      | John Nicholson Jean-Louis Ricci Olindo Iacobelli      | Spice SE86C      | 201 |
| 14              | C2 | 114 | Team Tiga Ford DK            | Thorkild Thyrring Val Musetti                         | Tiga GC287       | 182 |
| 15              | C2 | 127 | Chamberlain Engineering      | Nick Adams John Foulston                              | Spice SE86C      | 181 |
| 16              | C2 | 171 | Cee Sport Racing             | John Fyda Laurence Jacobsen Stefano Sebastiani        | Tiga GC286       | 171 |
| Nicht klassiert |    |     |                              |                                                       |                  |     |
| 17              | C2 | 178 | Louis Descartes              | Rudi Thomann Jean-Claude Ferrarin Gérard Tremblay     | ALD 02           | 144 |
| 18              | C2 | 198 | RBR                          | David Andrews Mike Kimpton Jeremy Rossiter            | Tiga GC286       | 139 |
| Ausgefallen     |    |     |                              |                                                       |                  |     |
| 19              | C2 | 123 | Charle Ivy Racing            | John Sheldon Philippe de Henning                      | Tiga GC287       | 187 |
| 20              | C2 | 121 | Cosmik GP Motorsport         | Dudley Wood Costas Los James Weaver                   | Tiga GC287       | 150 |
| 21              | C2 | 177 | Louis Descartes              | Jacques Heuclin Dominique Lacaud Louis Descartes      | ALD 03           | 117 |
| 22              | C2 | 104 | URD Junior Team              | Hellmut Mundas Sean Walker Rudi Seher                 | URD C81          | 97  |
| 23              | C2 | 115 | Ada Engineering              | Tiff Needell Ian Harrower                             | ADA 02           | 90  |
| 24              | C2 | 116 | Techno Racing                | Jean-Pierre Frey Luigi Taverna Giovanni Lavaggi       | Alba AR3         | 82  |
| 25              | C2 | 200 | Dahm Cars Racing             | Kenneth Leim Robin Donovan                            | Argo JM19        | 54  |
| 26              | C2 | 188 | Ark Racing with Arthur Hough | Lawrie Hickman Max Payne                              | Ceekar 83J-1     | 10  |
| 27              | C2 | 191 | PC Automotive                | Richard Piper Max Catlow                              | Royale RP40      | 6   |
| Nicht gestartet |    |     |                              |                                                       |                  |     |
| 28              | C1 | 42  | del Bello Racing             | Jean-Pierre Jaussaud Gilles Lempereur Lucien Rossiaud | Sauber C8        | 1   |
| 29              | C1 | 1   | Brun Motorsport              | Walter Brun Jésus Pareja                              | Porsche 962C     | 2   |
| 30              | C1 | 4T  | Silk Cut Jaguar              | John Watson Jan Lammers John Nielsen                  | Jaguar XJR-8     | 3   |
| 31              | C1 | 7T  | Joest Racing                 | Hans-Joachim Stuck Derek Bell                         | Porsche 962C     | 4   |

1 Unfall im Training
2 Unfall im Training
3 Trainingswagen
4 Trainingswagen

### Nur in der Meldeliste
Hier finden sich Teams, Fahrer und Fahrzeuge, die ursprünglich für das Rennen gemeldet waren, aber aus den unterschiedlichsten Gründen daran nicht teilnahmen.
| Pos. | Klasse | Nr. | Team                  | Fahrer                                               | Chassis       |
| ---- | ------ | --- | --------------------- | ---------------------------------------------------- | ------------- |
| 32   | C1     | 8   | Joest Racing          | Bob Wollek Klaus Ludwig Louis Krages Stanley Dickens | Porsche 962C  |
| 33   | C2     | 20  | Team Tiga             | Tim Lee-Davey                                        | Tiga GC87     |
| 34   | C1     | 31  | Jochen Dauer          | Jochen Dauer Johnny Dumfries                         | Porsche 962C  |
| 35   | C2     | 103 | John Bartlett         | John Bartlett                                        | Bardon DB1/2  |
| 36   | C2     | 120 | Pierre-Alain Lombardi | Pierre-Alain Lombardi Jean-Jacques Stauffer          | Rondeau M379C |
| 37   | C2     | 125 | Vetir Racing          | Bruno Sotty Patrick Oudet Jean-Claude Justice        | Tiga GC85     |
| 38   | C2     | 150 | Jean-Claude Ferrarin  | Jean-Claude Ferrarin Philippe Mazué                  | Isolia 003    |
| 39   | C2     | 181 | Dune Motorsport       | Duncan Bain Neil Crang                               | Tiga GC287    |

### Klassensieger
| Klasse | Fahrer      | Fahrer       | Fahrzeug     | Platzierung im Gesamtklassement |
| ------ | ----------- | ------------ | ------------ | ------------------------------- |
| C1     | Raul Boesel | John Nielsen | Jaguar XJR-8 | Gesamtsieg                      |
| C2     | Ray Mallock | David Leslie | Ecosse C286  | Rang 7                          |

### Renndaten
- Gemeldet: 39
- Gestartet: 27
- Gewertet: 16
- Rennklassen: 2
- Zuschauer: 35000
- Wetter am Renntag: warm und trocken
- Streckenlänge: 4,207 km
- Fahrzeit des Siegerteams: 5:33:48,510 Stunden
- Gesamtrunden des Siegerteams: 238
- Gesamtdistanz des Siegerteams: 1001,071 km
- Siegerschnitt: 179,936 km/h
- Pole Position: Jan Lammers – Jaguar XJR-8 (#5) – 1:40,440 = 203,416 km/h
- Schnellste Rennrunde: Jan Lammers – Jaguar XJR-8 (#5) – 1:16,440 = 198,092 km/h
- Rennserie: 7. Lauf zur Sportwagen-Weltmeisterschaft 1987